# Rhyacophila reyesi
Rhyacophila reyesi là một loài Trichoptera trong họ Rhyacophilidae. Chúng phân bố ở miền Tân bắc.